# Doctor en Ambos Derechos
Doctor en Ambos Derechos (Latín: Doctor iuris utriusque, Dr. iur. utr.) es un título académico otorgado por algunas universidades europeas. Incluye temas de tesis tanto del derecho secular como eclesiástico, en el sentido más estricto del derecho romano y canónico. En la Edad Media y en el período moderno temprano, este título académico era mucho más frequente de lo que es hoy.

## Historia

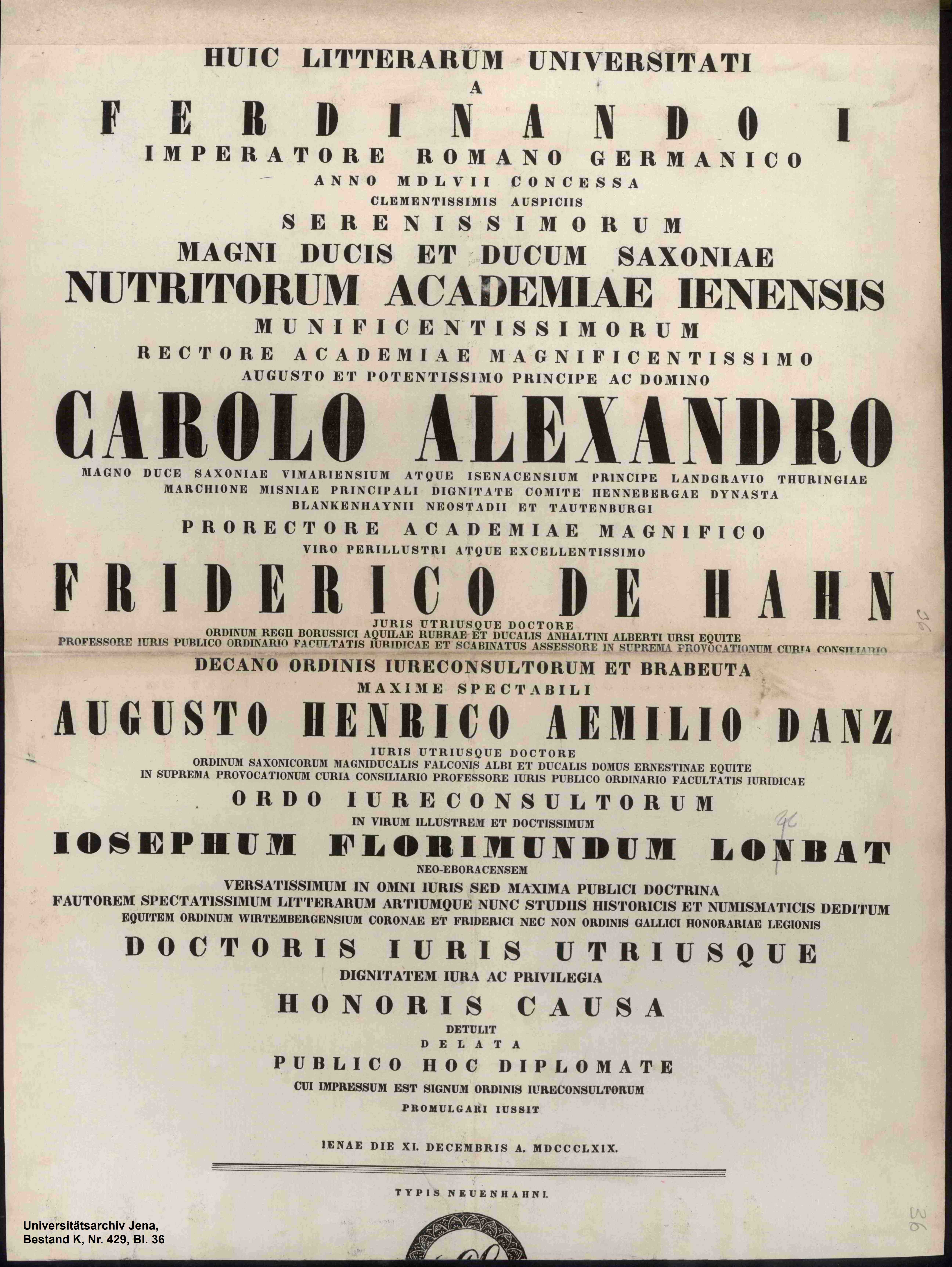
Diploma por la concesión de un doctorado honorario como Dr. iur. utr. h. c. a Joseph Florimond Loubat (1869)

Ya en el siglo XIV existía el grado académico de doctor iuris utriusque como calificación legal más alta. Era un requisito previo para llegar a ocupar cargos altos, especialmente en la administración estatal. A los gobernantes de los siglos XVI al XVIII les gustaba rodearse de juristas bien formados como consejeros y responsables de la diplomacia y la administración.

## Actualidad
En la actualidad, el grado de Doctor en Ambos Derechos sigue siendo otorgado por algunas facultades de derecho en Europa. En Alemania, este es el caso de las universidades de Augsburgo, Colonia, Potsdam y Wurzburgo, en Suiza en la Universidad de Friburgo y en la Ciudad del Vaticano en la Pontificia Universidad Lateranense. En Austria no existe este tipo de calificación desde 1872.

## Alternativas
Las cualificaciones alternativas al mismo nivel académico son el más general Doctor en Derecho (Dr. iur. o Dr. jur.) o el específicamente eclesiástico Doctor en Derecho Canónico (Dr. iur. can. o Dr. jur. can.). Para obtener este último grado de doctorado, además del título de Licenciatura en Derecho, habría que estar en posesión de un título de Licenciatura en Teología católica o de la Licenciatura en derecho canónico.